# Kilmarnock Football Club 2019-2020
Questa voce raccoglie le informazioni riguardanti il Kilmarnock Football Club nelle competizioni ufficiali della stagione 2019-2020.

## Stagione
- In Scottish Premiership il Kilmarnock si classifica all'8º posto (33 punti, in media 1,10 a partita), dietro all'Hibernian e davanti al St. Mirren.
- In Scottish Cup viene eliminato agli ottavi di finale dall'Aberdeen (0-0 e poi 3-4 nel replay ai supplementari).
- In Scottish League Cup viene eliminato ai quarti di finale dall'Hibernian (0-0 e poi 4-5 ai rigori).
- In Europa League viene eliminato al primo turno preliminare dai gallesi del Connah's Q.N. (2-3 complessivo).

## Maglie e sponsor
| Casa | Trasferta |

## Rosa
| N. |                        | Ruolo | Calciatore             |
| -- | ---------------------- | ----- | ---------------------- |
| 1  | Scozia (bandiera)      | P     | Jamie MacDonald        |
| 2  | Scozia (bandiera)      | D     | Stephen O'Donnell      |
| 3  | Scozia (bandiera)      | D     | Stephen Hendrie        |
| 5  | Inghilterra (bandiera) | D     | Connor Johnson         |
| 6  | Irlanda (bandiera)     | C     | Alan Power             |
| 7  | Scozia (bandiera)      | C     | Rory McKenzie          |
| 8  | Irlanda (bandiera)     | C     | Gary Dicker (capitano) |
| 9  | Scozia (bandiera)      | A     | Eamonn Brophy          |
| 10 | Scozia (bandiera)      | C     | Greg Kiltie            |
| 11 | Inghilterra (bandiera) | A     | Harry Bunn             |
| 12 | Romania (bandiera)     | P     | Laurențiu Brănescu     |
| 13 | Scozia (bandiera)      | P     | Devlin Mackay          |

| N. |                        | Ruolo | Calciatore         |
| -- | ---------------------- | ----- | ------------------ |
| 14 | Finlandia (bandiera)   | D     | Niko Hämäläinen    |
| 15 | Paesi Bassi (bandiera) | C     | Mohamed El Makrini |
| 17 | Scozia (bandiera)      | D     | Stuart Findlay     |
| 19 | Scozia (bandiera)      | D     | Kirk Broadfoot     |
| 21 | Scozia (bandiera)      | C     | Adam Frizzell      |
| 22 | Scozia (bandiera)      | D     | Ross Millen        |
| 24 | Slovenia (bandiera)    | P     | Jan Koprivec       |
| 25 | Scozia (bandiera)      | A     | Harvey St. Clair   |
| 26 | Italia (bandiera)      | D     | Dario Del Fabro    |
| 27 | Inghilterra (bandiera) | A     | Nicke Kabamba      |
| 29 | Scozia (bandiera)      | C     | Chris Burke        |
| 31 | Scozia (bandiera)      | A     | Innes Cameron      |